# Santa-Marta-Tapaculo

Verbreitungsgebiet (grün) des Santa-Marta-Tapaculos in Kolumbien

Der Santa-Marta-Tapaculo (Scytalopus sanctaemartae, Syn.: Scytalopus sanctoe-martoe) zählt innerhalb der Familie der Bürzelstelzer (Rhinocryptidae) zur Gattung Scytalopus.
Früher wurde die Art als Unterart (Ssp.) des Rotbauchtapaculo (Scytalopus femoralis) angesehen und als Scytalopus femoralis sanctaemartae bezeichnet, ist aber kleiner und blasser grau gefiedert.
Die Art ist in Kolumbien endemisch.
Das Verbreitungsgebiet umfasst Unterholz im feuchten Bergwald der Sierra Nevada de Santa Marta von 600–1950 m bzw. 900–1700 Höhe. Weiter oberhalb findet sich der Lebensraum des Braunbürzeltapaculos (Scytalopus latebricola).
Das Artepitheton bezieht sich auf das Verbreitungsgebiet.

## Merkmale
Der Vogel ist etwa 11 cm groß und ein ziemlich blass gefiederter Tapaculo mit einer kleinen weißen Kappe, die Flanken sind braun gebändert, der Schwanz ist ziemlich kurz, der Schnabel schlank. Beim Männchen sind Kopf und Rücken mittelgrau, mitunter im Nacken verwaschen braun. Der Rumpf ist gelbbraun, schwarz gebändert, die Flügel sind grau, die Steuerfedern haben rot- oder gelbbraune Spitzen, der Bürzel ist flächig rotbraun. Charakteristisch ist eine kleine weiße Kappe, die beim Weibchen nur angedeutet zu sehen ist. Die Unterseite ist blasser als beim Männchen. Jungvögel sind kräftig gebändert und geschuppt und ähneln Jungvögeln des Nördlichen Weißstirntapaculos (Scytalopus atratus).
Die Art ist monotypisch.

## Stimme
Der Ruf wird als sehr schneller Triller über mindestens 15 Sekunden gegen Ende zu schneller werdend beschrieben.

## Lebensweise
Über Nahrung und Brutzeit liegen keine Informationen vor.

## Gefährdungssituation
Der Bestand gilt als nicht gefährdet (Least Concern).